# غوشناطياوات
الغوشناطياوات (الاسم العلمي: Gochnatioideae) هي أسرة من النباتات تتبع الفصيلة النجمية من رتبة النجميات.

## أجناس الغوشناطياوات
- الغوشناطية